# Classe Virginia (sottomarino)
La classe Virginia è l'ultima evoluzione tecnologica americana nel campo dei sottomarini nucleari "hunter-killer".
È nata per essere il successore della classe Los Angeles; quest'ultima ha avuto notevoli miglioramenti dalla nascita dello USS Seawolf (SSN-21), dell'omonima classe. Ovvero sono stati creati molti altri sottomarini denominati classe Los Angeles migliorata (Los Angeles Improved class, 688I), ma che comunque non erano all'avanguardia quanto a silenziosità, robustezza e velocità.
L'ultimo nato della classe Seawolf, lo USS Jimmy Carter (SSN-23) è il sottomarino più all'avanguardia dell'intera US Navy, ma i costi di progettazione e sviluppo sono stati elevatissimi (circa 800 milioni di dollari). Proprio a causa di ciò il governo degli Stati Uniti ha deciso di progettare una classe di SSN che sia una via di mezzo fra la classe Los Angeles e la classe Seawolf e sulla base di questo principio è nata la classe Virginia. 
Lunghi 115 m e larghi 10,5 m, sono dotati di timoni di profondità a dritta e sinistra dello scafo, e non sulla torretta, e sono dotati di propulsore pump-jet come la classe Seawolf, ma è leggermente più lento, data la minore idrodinamicità.

## Lista dei Battelli

### Block I
- USS Virginia (SSN-774)
- USS Texas (SSN-775)
- USS Hawaii (SSN-776)
- USS North Carolina (SSN-777)

### Block II
- USS New Hampshire (SSN-778)
- USS New Mexico (SSN-779)
- USS Missouri (SSN-780)
- USS California (SSN-781)
- USS Mississippi (SSN-782)
- USS Minnesota (SSN-783)

### Block III
- USS North Dakota (SSN-784)
- USS John Warner (SSN-785)
- USS Illinois (SSN-786)
- USS Washington (SSN-787)
- USS Colorado (SSN-788)
- USS Indiana (SSN-789)
- USS South Dakota (SSN-790)
- USS Delaware (SSN-791)

### Block IV
- USS Vermont (SSN-792)
- USS Oregon (SSN-793)
- USS Montana (SSN-794)
- USS Hyman G. Rickover (SSN-795)
- USS New Jersey (SSN-796)
- USS Iowa (SSN-797)
- USS Massachusetts (SSN-798)
- USS Idaho (SSN-799)
- USS Arkansas (SSN-800)
- USS Utah (SSN-801)

### Block V
- USS Oklahoma (SSN-802)
- USS Arizona (SSN-803)
- USS Barb (SSN-804)
- USS Tang (SSN-805)
- USS Wahoo (SSN-806)
- USS Silversides (SSN-807)
- USS John H. Dalton (SSN-808)
- USS Long Island (SSN-809)
- USS San Francisco (SSN-810)
- USS Miami (SSN-811)
- USS Baltimore (SSN-812)
- USS Atlanta (SSN-813)
- USS Potomac (SSN-814)
- USS Portland (SSN-815)
- USS Brooklin (SSN-816)